# 6610 Burwitz
6610 Burwitz este un asteroid din centura principală, descoperit pe 28 ianuarie 1993, de Akira Natori și Takeshi Urata.